# Saint-Michel-et-Chanveaux
Saint-Michel-et-Chanveaux korábbi község Franciaország Loire mente régiójában, Maine-et-Loire megyében. 2016. december 15-én kilenc másik korábbi községgel egyesült és Ombrée d’Anjou új község része lett.
Lakosainak száma 396 fő (2018. január 1.). Saint-Michel-et-Chanveaux Armaillé, La Chapelle-Glain, Juigné-des-Moutiers, Challain-la-Potherie, Noëllet és Le Tremblay községekkel határos.

## Népesség
A település népessége az elmúlt években az alábbi módon változott:
| Lakosok száma | 559  | 496  | 424  | 421  | 364  | 341  | 383  | 409  | 399  | 396  |
|               | 1968 | 1975 | 1982 | 1990 | 1999 | 2006 | 2011 | 2013 | 2017 | 2018 |